# Cantó de Poitiers-4
El cantó de Poitiers-4 és un cantó francès del departament de la Viena, situat al districte de Poitiers. Compta amb 1 municipi i part del de Poitiers.

## Municipis
- Saint-Benoît
- Poitiers (part)

## Història
| Data d'elecció                           | Identitat            | Partit           | Qualitat |
| ---------------------------------------- | -------------------- | ---------------- | -------- |
| 1973-1982                                | Jean-Yves Chamard    | UDR, després RPR |          |
| 1982-1998                                | André Coquema        | RPR              |          |
| 1998-2001                                | Jean-Luc Gaboreau    | PS               |          |
| 2001-2004                                | Jean-Pierre Lagrange | RPR              |          |
| 2004-                                    | Martine Gaboreau     | PS               |          |
| les dades anteriors no són pas conegudes |                      |                  |          |
|                                          |                      |                  |          |